# Under the Bridge (Miniserie)
Under the Bridge ist eine US-amerikanische True-Crime-Serie, basierend auf dem 2005 erschienenen gleichnamigen Sachbuch der kanadischen Autorin Rebecca Godfrey (1967–2022), die sich mit dem Mord an der Kanadierin Reena Virk (1983–1997) befasst. Die Erstausstrahlung der acht Folgen umfassenden Miniserie fand im Jahr 2024 auf dem US-Streamingdienst Hulu statt. Im deutschsprachigen Raum erfolgte die Erstveröffentlichung der Miniserie ebenfalls im Jahr 2024, durch Disney+ via Star.

## Erzählung
Die Serie wird aus der Sicht von Rebecca Godfrey erzählt.

## Produktion
Im September 2022 erteilte Hulu den Produktionsauftrag. Rebecca Godfrey, die eine Woche nach der Serienbestellung an Lungenkrebs verstarb, hatte zuvor mit Quinn Shephard zweieinhalb Jahre am Drehbuch für die Serie gearbeitet.
Die Dreharbeiten fanden von Dezember 2022 bis Mai 2023 in Vancouver statt.

## Besetzung und Synchronisation
Die deutschsprachige Synchronisation entstand nach den Dialogbüchern von Anni C. Salander und Daniel Daehne sowie unter der Dialogregie von Andreas Hinz durch die Synchronfirma Iyuno Germany in Berlin.
| Rolle              | Schauspieler      | Synchronsprecher  |
| ------------------ | ----------------- | ----------------- |
| Rebecca Godfrey    | Riley Keough      | Yvonne Greitzke   |
| Cam Bentland       | Lily Gladstone    | Elisa Bannat      |
| Reena Virk         | Vritika Gupta     | Clara Drews       |
| Josephine Bell     | Chloe Guidry      | Jodie Blank       |
| Warren Glowatski   | Javon Walton      | Sebastian Fitzner |
| Kelly Ellard       | Izzy G.           | Nina Schatton     |
| Dusty Pace         | Aiyana Goodfellow | Derya Flechtner   |
| Manjit Virk        | Ezra Faroque Khan | Tayfun Bademsoy   |
| Manjit Virk (jung) | Bally Gill        |                   |
| Suman Virk         | Archie Panjabi    | Katja Hiller      |
| Suman Virk (jung)  | Illahi Rayani     |                   |

## Episodenliste
| Nr. | Deutscher Titel                    | Originaltitel                   | Erstveröffentlichung (USA) | Deutschsprachige Erstveröffentlichung (D/A/CH) | Regie               | Drehbuch                     |
| --- | ---------------------------------- | ------------------------------- | -------------------------- | ---------------------------------------------- | ------------------- | ---------------------------- |
| 1   | Spiegel                            | Looking Glass                   | 17. Apr. 2024              | 10. Juli 2024                                  | Geeta Vasant Patel  | Quinn Shephard               |
| 2   | Der John Gotti von Seven Oaks      | The John Gotti of Seven Oaks    | 17. Apr. 2024              | 10. Juli 2024                                  | Kevin Phillips      | Ashley Cardiff               |
| 3   | Blutschwur                         | Blood Oath                      | 24. Apr. 2024              | 10. Juli 2024                                  | Catherine Hardwicke | Jihan Crowther               |
| 4   | Die Schönheit von British Columbia | Beautiful British Columbia      | 1. Mai 2024                | 10. Juli 2024                                  | Nimisha Mukerji     | Stuti Malhotra               |
| 5   | Steigender Druck                   | When the Heat Comes Down        | 8. Mai 2024                | 10. Juli 2024                                  | Quinn Shephard      | Tom Hanada                   |
| 6   | Im Wasser sinken sie alle gleich   | In the Water They Sink the Same | 15. Mai 2024               | 10. Juli 2024                                  | Quinn Shephard      | Quinn Shephard & Samir Mehta |
| 7   | Drei und Sieben                    | Three and Seven                 | 22. Mai 2024               | 10. Juli 2024                                  | Dinh Thai           | Todd Crittenden              |
| 8   | Barmherzigkeit allein              | Mercy Alone                     | 29. Mai 2024               | 10. Juli 2024                                  | Dinh Thai           | Samir Mehta                  |